# Doktorschlössl

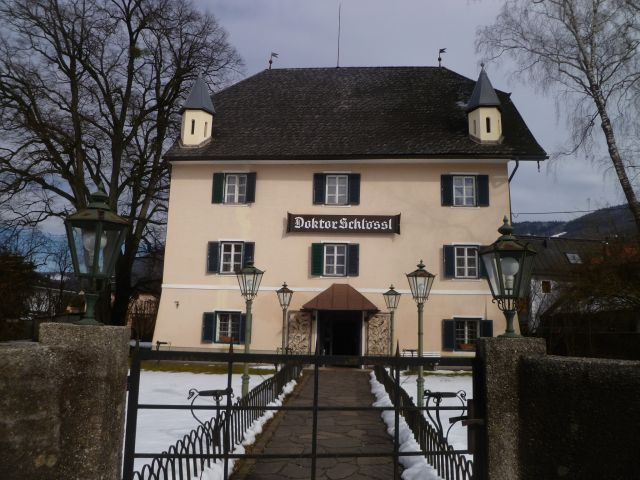
Doktorschlössl: Frontansicht

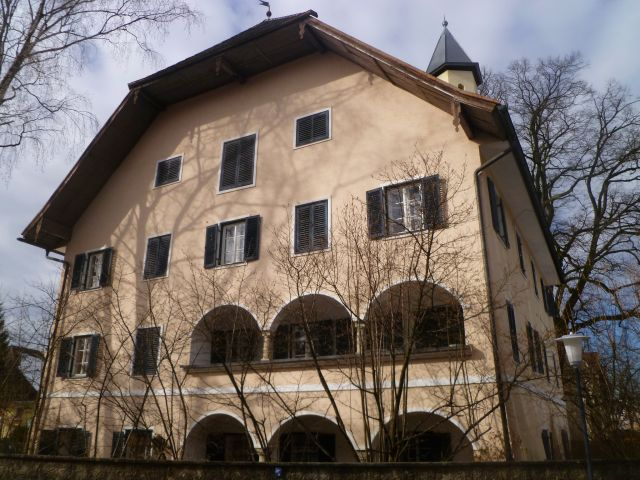
Doktor Schlössl: Seitenansicht

Das Doktorschlössl, früher auch Schloss Radaun genannt, befindet sich im Ortsteil Glas von Salzburg (Glaser Straße 7).
Das Anwesen wird 1116 im Besitz des Klosters Nonnberg stehend erwähnt. Der Hof zu Glas ist dann in der Hand diverser bäuerlicher und bürgerlicher Besitzer. Namensgebend für das Schlössl war um 1670 der Eigentümer Franz Mayr, hochfürstlicher Medicus von Erzbischof Wolf Dietrich von Raitenau und Schwiegersohn des Dombaumeisters Santino Solari. Heute ist darin ein Drei-Sterne-Hotel untergebracht.
Das kubisch wirkende Schlössl weist drei Geschoße auf, an den Ecken befinden sich vier kleine sechseckige Türmchen, die von dem 1879 durchgeführten Umbau durch Freiherrn von Fuchs stammen. Das Haus ist mit einem Schopfwalmdach gedeckt. Das Erdgeschoß ist durch Strebepfeiler verstärkt. An der Ostseite befindet sich im Erdgeschoß und im 1. Stock bilden je drei Bogenfenster eine Arkadenfront.